# Herzog-Max-Straße
Koordinaten: 48° 8′ 22,7″ N, 11° 34′ 4″ O
Die Herzog-Max-Straße in München liegt in der Altstadt und verläuft von der Maxburgstraße über die Neuhauser Straße bis zur Herzog-Wilhelm-Straße. 

## Geschichte
Diese Straße hat ihren Namen von der an ihr gelegenen Herzog-Max-Burg. Diese wurde 1579 von Herzog Wilhelm V. erbaut und hieß damals Wilhelminische Burg. 1803 hieß sie noch Neuhausergäßel. Den jetzigen Namen erhielt sie von Maximilian Philipp Hieronymus (1638–1705), dem jüngeren Sohn von Maximilian I., welcher in der Maxburg residierte. Stiftungsmittel in Höhe von 60.000 Gulden aus seinen Allodialgütern wurden für den Bau des Karmelitinnenklosters in München verwendet.

## Lage
Die Herzog-Max-Straße beginnt an der Maxburgstraße und kreuzt die Neuhauser Straße, wo sie in die Herzog-Wilhelm-Straße übergeht. In der zweiten Hälfte bis zur Neuhauser Straße und im Teil nach der Neuhauser Straße bis zur Herzog-Wilhelm-Straße ist sie als Fußgängerzone deklariert. Zu Beginn an der Maxburgstraße erinnert ein Gedenkstein (erstellt 1986 von Herbert Peters) an die während der Reichspogromnacht 1938 zerstörte Münchner Hauptsynagoge. An der südöstlichen Straßenseite zieht sich das Gebäude des Nobelkaufhauses Oberpollinger bis zur Neuhauser Straße. Nach der Abzweigung der Herzog-Max-Straße von der Maxburgstraße beginnt auf der westlichen Seite das Künstlerhaus mit der Künstlerhaus-Stiftung, An der Ecke Herzog-Max-Straße/Neuhauser Straße befindet sich die Brunnengruppe Satyrherme mit Knabe, im Volksmund  Brunnenbuberl genannt, gestaltet von Mathias Gasteiger. Nach langjähriger Nutzung durch den Mieter Karstadt Sports wird das Gebäude Ecke Neuhauser Straße 20/Herzog-Max-Straße 4 einer neuen Bestimmung zugeführt. Das mit dem Karlstor verbundene Traditionshaus wird im Rahmen einer umfangreichen Entwicklung und Neupositionierung als drittverwendungsfähige Mixed-Use-Immobilie umgebaut. An der Fortsetzung der Herzog-Max-Straße Ecke Neuhauser Straße befindet sich der Flagship-Store von O2, gefolgt von weiteren Geschäften.

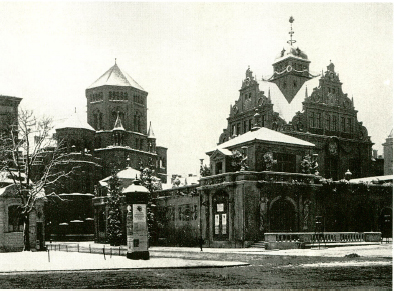
1900 Eröffnung des Künstlerhauses, hinten links die Hauptsynagoge
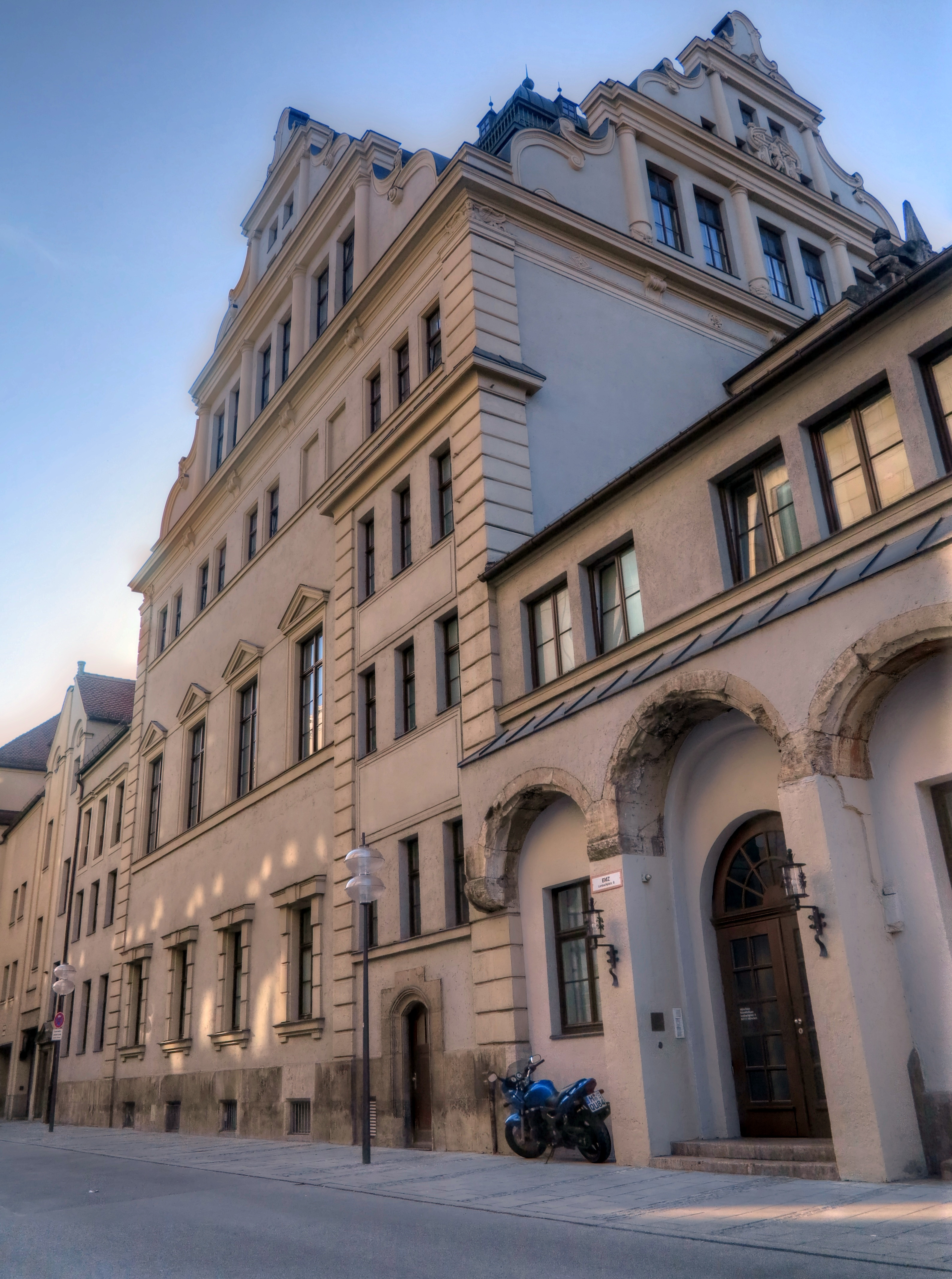
Künstlerhaus am Lenbachhaus, Seiteneingang von der Herzog-Max-Straße
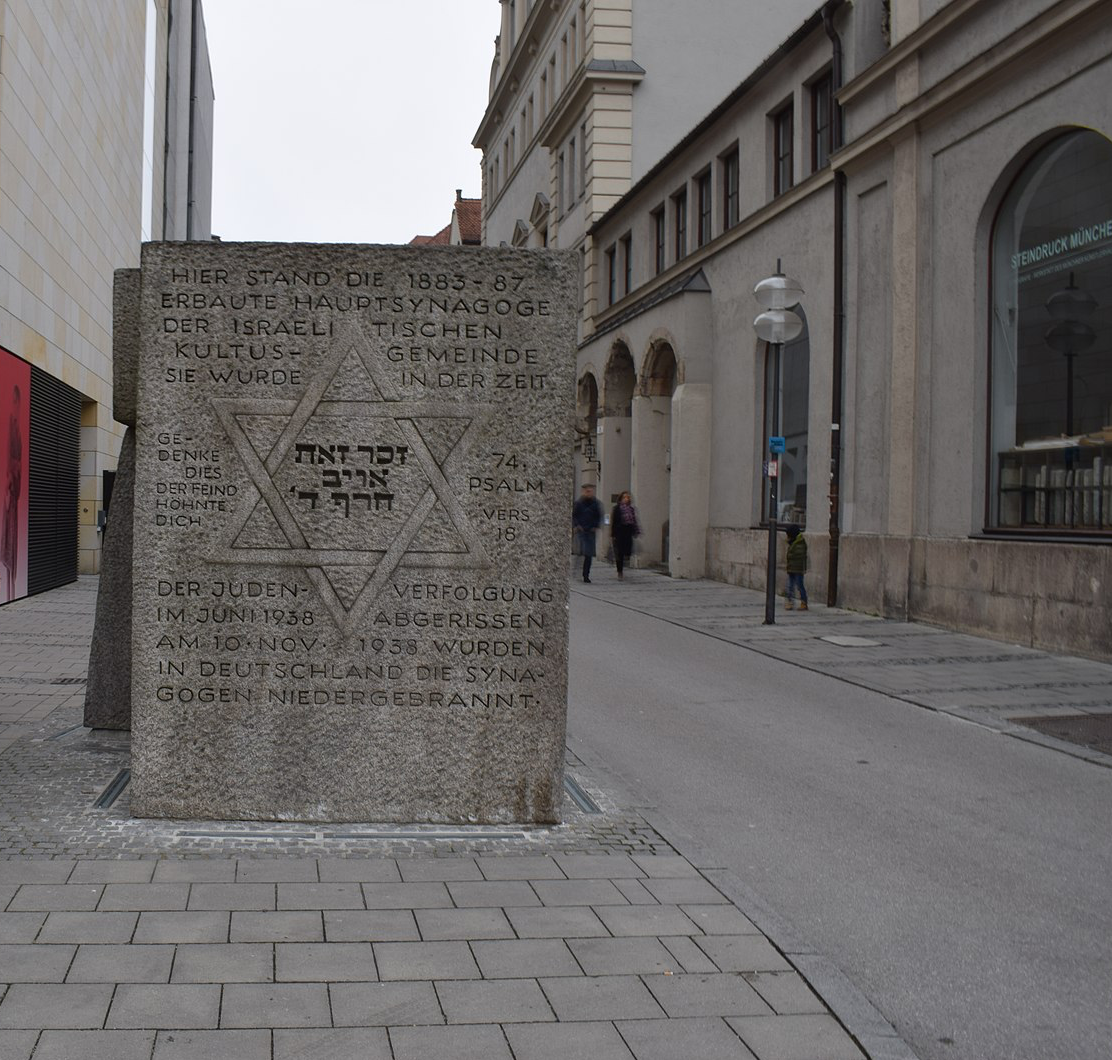
Gedenkstein für die zerstörte Hauptsynagoge Ecke Maxburgstraße/Herzog-Max-Straße
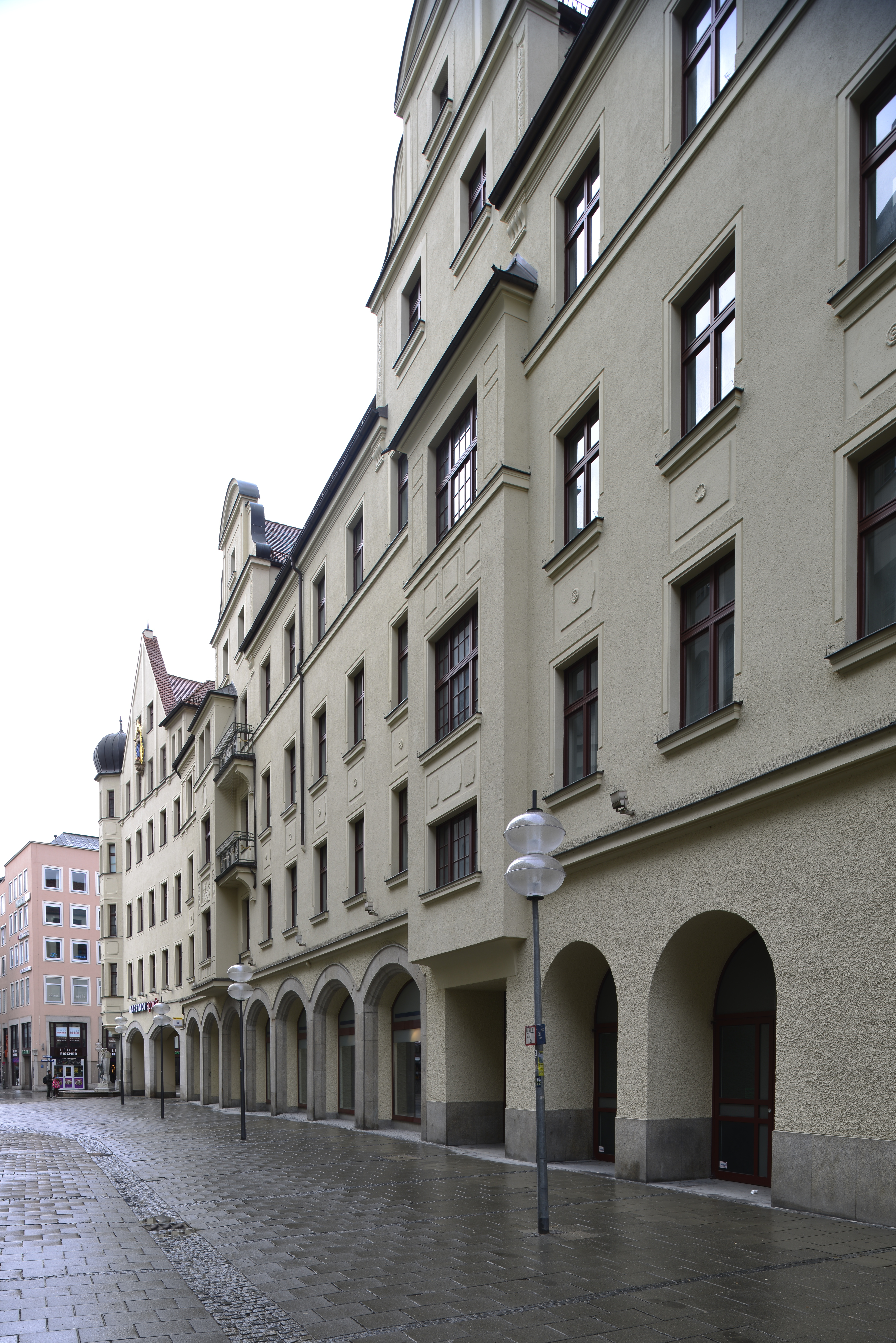
Westseite der Herzog-Max-Straße
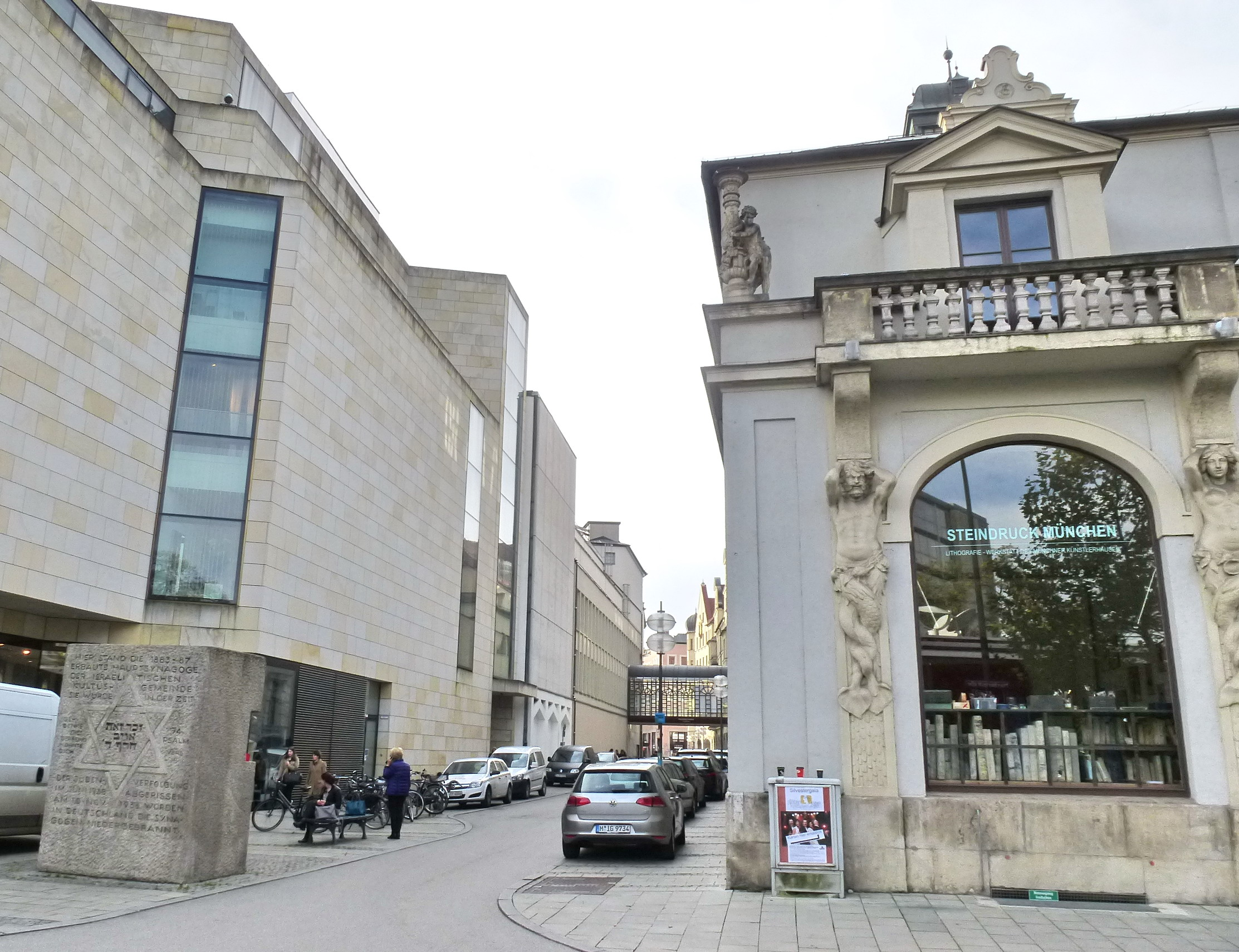
Von der Maxburgstraße aus gesehene Herzog-Max-Straße mit dem Kaufhaus Oberpollinger und dem Gedenkstein links und dem Künstlerhaus rechts.
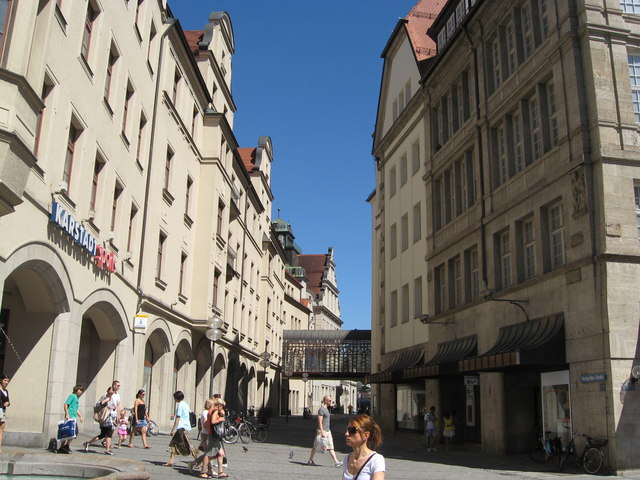
Herzog-Max-Straße mit einem Brückengang
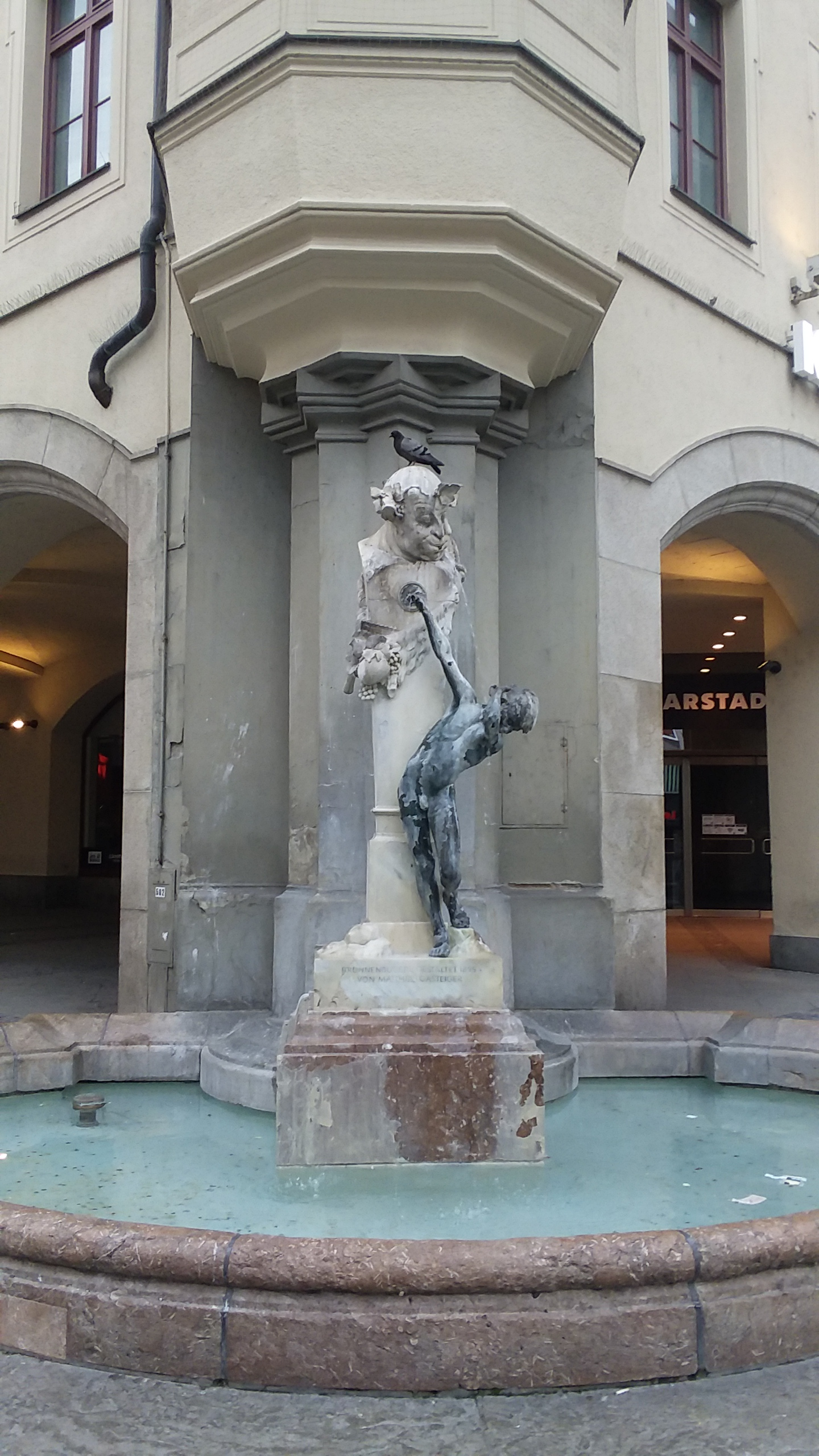
Brunnenbuberl an der Ecke Herzog-Max-Straße/Neuhauser Straße